# Quentin Meillassoux
Pour les articles homonymes, voir Meillassoux.
Quentin Meillassoux, né en 1967 à Paris, est un philosophe français. Normalien, agrégé de philosophie, il est en 2023 maître de conférences à l'université Paris-1 Panthéon-Sorbonne, après avoir été agrégé-répétiteur à l'École normale supérieure de la rue d'Ulm. Il a contribué à la formation du réalisme spéculatif en proposant sa propre métaphysique, fondée sur l'idée de contingence. Il a également écrit sur le poète Stéphane Mallarmé.

## Biographie
Fils de l'anthropologue Claude Meillassoux, Quentin Meillassoux naît à Paris en 1967. Il intègre l'École normale supérieure en 1988 (promotion A/L 1988, 2e), obtient l'agrégation de philosophie en 1991 (1er à égalité avec Mathieu Potte-Bonneville) et passe son doctorat en 1997 sous la direction de Bernard Bourgeois sur L’Inexistence divine. Essai sur le dieu virtuel. Pendant qu'il travaille à l'École normale, il participe avec Alain Badiou et Yves Duroux à la création du Centre international d'étude de la philosophie française contemporaine (CIEPFC).

## Travaux

### Après la finitude
Dans son premier ouvrage publié, Après la finitude, Meillassoux affirme que la philosophie postkantienne est dominée par ce qu'il appelle le postulat du corrélationisme, c'est-à-dire l'idée selon laquelle nous ne pouvons pas penser les choses de façon absolue, mais toujours relativement aux conditions de la donation de l'objet dans une conscience présente. Le propos de ce livre est de démontrer la possibilité d'échapper au corrélationnisme, à partir d'un argument appelé par Meillassoux « principe de factualité », et dont la caractéristique est de se fonder sur les mêmes prémisses que le corrélationnisme fort : la contingence de toutes choses. Meillassoux propose donc une interprétation métaphysique de la pensée de David Hume : puisque pour celui-ci tout est contingent, alors la contingence est absolue.

### Le Nombre et la Sirène
Le deuxième ouvrage de Meillassoux, Le Nombre et la Sirène, est un décryptage du poème Un coup de dés jamais n'abolira le hasard de Stéphane Mallarmé. L'auteur critique les lectures contemporaines du poème qui refusent d'y voir un cryptage pour se concentrer sur une analyse autoréférentielle. En maintenant l'idée d'un cryptage contre ces lectures esthétisantes, Meillassoux veut rendre justice au projet de Mallarmé : non seulement écrire un beau poème, mais fonder une nouvelle religion par le biais d'une poésie capable de faire accéder à une intuition de l'absolu. Le dispositif complexe de cryptage qu'il décrit dans son livre est justement censé permettre cet accès. La continuité entre les deux premiers ouvrages publiés de Meillassoux pose quelques problèmes d'interprétation. Certains commentateurs, comme Anthony Feneuil, y discernent en effet un « tournant corrélationiste ».

En outre, le philosophe affirme dans une conférence à propos de Mallarmé et de son interprétation au théâtre Toursky de Marseille le 8 octobre 2014 : 
« Il m'est arrivé une expérience sur Mallarmé [...] quelque chose qui a déstabilisé mes propres conceptions philosophiques de telle sorte que je n'ai jamais réussi à insérer ce que je découvrais de Mallarmé dans mes propres considérations philosophiques [...] à certains égards, c'est opposé à ce que je pense [...] il y a quelque chose chez Mallarmé de tellement bizarre, de tellement étrange, qu'il résiste à l'insertion dans mes propres catégories philosophiques »
— Meillassoux sur le sacrifice de Mallarmé, conférence du 8 octobre 2014(transcription de Charlotte Szász)

### Thèse et conférences
Depuis la soutenance de sa thèse sur L'Inexistence divine. Essai sur le dieu contingent en 1997, Meillassoux retarde sa publication. Graham Harman soutient qu'elle est pourtant très attendue. Dans un entretien publié en 2011, ils échangent leur position à ce sujet :
« Graham Harman: Why are you still working on L'Inexistence divine even now? Is it really so unsatisfactory to you its current state? You do realize that thousands of readers are awaiting it eagerly, don't you?
Quentin Meillassoux: I am aware of this, and of course I feel sorry about this. But my thesis of 1997 was definitely too imperfect, and in the mean time numerous complications have arisen for all of its developments, and these require a patient re-elaboration. »
En octobre 1999, il prononce sa première allocution, « Nouveauté et événement », qui est aussi son premier texte publié en 2002 après sa soutenance de thèse en 1997.
Le livre Métaphysique et fiction des mondes hors-science est la reprise d'une conférence donnée à l'École normale supérieure en 2006, dans le cadre de la journée d'études « Science-fiction et métaphysique ».

## Commentaires
Dans sa préface à Après la finitude (2006), Alain Badiou, dont Meillassoux est à l'époque encore le collègue à l'École normale, dit de sa philosophie qu'elle introduit une nouvelle voie dans la pensée contemporaine, qui dépasserait l'antinomie kantienne entre scepticisme et dogmatisme. Après la finitude a été aussitôt traduit en anglais par le philosophe Ray Brassier. Avec Graham Harman et Iain Hamilton Grant, Meillassoux et Brassier sont considérés comme appartenant au mouvement philosophique du réalisme spéculatif. Par réalisme spéculatif, il faut entendre que, pour Meillassoux, la philosophie doit penser ce qui peut être : « la réalité qui le préoccupe n'implique pas tant les choses telles qu'elles sont, que la possibilité qu'elles puissent toujours être autrement », c'est ce à quoi permet d'accéder la spéculation.

Dans un article consacré au réalisme spéculatif et à d'autres formes contemporaines de réalisme, le philosophe Pascal Engel est revenu de manière critique sur ce qu’il juge être des « réalismes kitsch ». Engel analyse l'argumentation mise en œuvre par Meillassoux dans Après la finitude et la juge, comme celles déployées par d'autres « nouveaux réalistes », « pompeu[se], obscur[e], et surtout très largement autoréférentielle ». Il reproche au philosophe d'adopter un style « grand seigneur » et « autoréférentiel » qui lui permettrait de « défini[r] lui-même les positions auxquelles il entend s’opposer, [de] postule[r] le sens qu'il entend donner aux concepts, [d']avance[r] des arguments qu'il juge imparables, et [de] parv[enir] ainsi brillamment à se convaincre de la vérité inéluctable de conclusions dont on ne cesse de proclamer l'audace ». Engel souligne en ce sens : 
« Meillassoux parle sans cesse de corrélation, mais il ne nous dit jamais en quoi consiste la relation en question. C'est une relation entre les choses et la pensée, et on pourrait penser qu'il s'agit de la vérité, définie traditionnellement comme correspondance. Mais Meillassoux se garde bien de discuter la notion de vérité, et encore moins les termes de cette relation [...]. En fait le corrélationnisme semble être chez lui simplement un autre nom du criticisme kantien, dont toutes les pensées ultérieures ne seraient que des variantes. »
 Engel conclut son analyse critique en indiquant que « ce à quoi on aboutit, dans Après la finitude, est bien plus proche d’une forme d'idéalisme absolu qu’une forme quelconque de réalisme ».

## Œuvres

### Livres
- Quentin Meillassoux (préf. Alain Badiou), Après la finitude : Essai sur la nécessité de la contingence, Paris, Seuil, coll. « L'Ordre philosophique », 2006, 180 p. (ISBN 978-2-02-084742-1).
- Quentin Meillassoux, Le Nombre et la Sirène : Un déchiffrage du Coup de dés de Mallarmé, Paris, Fayard, coll. « Ouvertures », 2011, 256 p. (ISBN 978-2-213-66698-3, lire en ligne).
- Quentin Meillassoux, Métaphysique et fiction des mondes hors-science, suivi de La Boule de billard d'Isaac Asimov, Paris, Aux Forges de Vulcain, 2013, 108 p. (ISBN 978-2-919176-05-2).
- (en + fr) Speculative Solution, Editions Mego, Urbanomic, 2011 : coffret produit par Florian Hecker contenant un CD avec 4 compositions musicales de ce dernier (Speculative Solution 1, 2, 2 et Octave Chronics), des textes Anglais/Français de Quentin Meillassoux (Métaphysique et fiction hors-science), Robin Mackay (Ceci est ceci) et Élie Ayache (Le futur réel), une Bibliographie ainsi que 5 billes en métal (diamètre de 3, 669 mm) - cf. le Colophon du livret.
- (en) Time Without Becoming, Mimesis Edizioni, coll. Mimesis international, 2014.

### Articles
- « Nouveauté et événement », in Alain Badiou. Penser le multiple, C. Ramond (éd.), Paris, L'Harmattan, 2002.
- « Deuil à venir, dieu à venir », Critique, janvier-février 2006, no 704-705.
- « Potentialité et virtualité », Failles 2, Printemps 2006,
- « Temps et surgissement ex nihilo », École normale supérieure, 24 avril 2006.
- « La décision et l’indécidable dans L’Être et l’événement I et II », École normale supérieure, 24 novembre 2006. Repris dans l'ouvrage Autour de Logiques des mondes.
- « Destination des corps subjectivables », École normale supérieure, 24 novembre 2006. Repris dans l'ouvrage Autour de Logiques des mondes.
- « Peut-on penser le hasard ? » (avec Raphaël Enthoven et Louis Garel), conférence in Cycle Leçon de philosophie, le sens de la vie, BNF, 13 mars 2007.
- (en) "Correlation and factuality", in Collapse vol. II, novembre 2007.
- (en) "Speculative Realism", in Collapse III (cf. particulièrement p. 408-435), Urbanomic, 2007. Actes du colloque Speculative Realism, 27 avril 2007, University of London).
- « Question canonique et facticité », in Pourquoi y a-t-il quelque chose plutôt que rien ?, F. Wolff (éd.), PUF, 2007 et 2013.
- « Spéculation et contingence », in L'héritage de la raison - Hommage à Bernard Bourgeois. E. Cattin F. Fischbach (éd.), Ellipse, 2007.
- « Matérialisme et surgissement ex nihilo », MIR revue d'anticipation, juin 2007.
- « Soustraction et contraction, à propos d’une remarque de Deleuze sur Matière et mémoire », Philosophie, décembre 2007,no 96.
- « Histoire et événement chez Alain Badiou », intervention au Séminaire Marx au XXIe siècle le 6 février 2008 (vidéo).
- « Stage de rentrée : Pratiques actuelles de la philosophie », École normale supérieure, 24 septembre 2008.
- « L'immanence d'outre-Monde »(Archive.org • Wikiwix • Archive.is • Google • Que faire ?), Revista Ethica, Cadernos Academicos, volume 16, no 2, 2009.
- « Métaphysique, spéculation, corrélation », in Ce peu d'espace autour. B. Mabille (éd.), De la Transparence, 2010.
- « Badiou et Mallarmé : l'événement et le peut-être », in Autour d'Alain Badiou, Germina, 2011.
- « L'inexistence divine. Projet d'introduction d'un livre à venir », Failles, n°3, mars 2014.
- « Le nombre de Mallarmé », Transversalités, 2015/3 (n° 134), p. 115-139.

#### Autour de Meillassoux
- Pierre-Alexandre Fradet, Le désir du réel dans la philosophie québécoise, Montréal, Nota bene, coll. Territoires philosophiques, 2022, 246 p.
- Pierre-Alexandre Fradet, Philosopher à travers le cinéma québécois. Xavier Dolan, Denis Côté, Stéphane Lafleur et autres cinéastes, Paris, Éditions Hermann, 2018, 274 p.
- Pierre-Alexandre Fradet et Tristan Garcia, « Petit panorama du réalisme spéculatif », Spirale, no 255,‎ hiver 2016 (lire en ligne, consulté le 2 juillet 2018).
- Pierre-Alexandre Fradet, « Charles De Koninck et la pensée spéculative contemporaine (Meillassoux, Grant, Garcia, Bergson) : une étude comparative autour de la question du réel », Laval théologique et philosophique, vol. 72, no 2, juin 2016, p. 227-259, [lire en ligne].
- Olivier Ducharme et Pierre-Alexandre Fradet, Une vie sans bon sens. Regard philosophique sur Pierre Perrault (dialogue entre Perrault, Nietzsche, Henry, Bourdieu, Meillassoux), préface de Jean-Daniel Lafond, Montréal, Éditions Nota bene, Collection Philosophie continentale, 2016, 210 p.
- (en) Peter Gratton (dir) et Paul J. Ennis (dir), The Meillassoux Dictionary, Edinburgh University Press, 2014 (ISBN 9780748695553)
- (en) Graham Harman, Quentin Meillassoux: Philosophy in the Making, Edinburgh University Press, 2011 (ISBN 0748640797)
- (en) Christopher Watkin, « Quentin Meillassoux: Suprem Human Value Meets Anti-anthropocentris », dans French Philosophy Today: New Figures of the Human in Badiou, Meillassoux, Malabou, Serres and Latour, Edinburgh University Press, 2016 (ISBN 1474414737, lire en ligne ) - accessible gratutitement par la bibliothèque Wikipedia.
- (en) "Difficult Atheism: Post-Theological Thinking in Alain Badiou, Jean-Luc Nancy and Quentin Meillassoux", Christopher Watkin, Edinburgh University Press, 2013 (cf. chapter 4: Beyond A/theism? Quentin Meillassoux).
- Yann Schmitt, « Le réalisme spéculatif : entre athéisme et messianisme », ThéoRèmes, no 6,‎ 2014 (lire en ligne, consulté le 2 juillet 2018).
- (en) "Excerpts from L'Inexistence divine" et "Interview with Quentin Meillassoux (August 2010)", in Quentin Meillassoux Philosophy in the Making, Graham Harman, Edinburgh University Press, 2011 (Second Edition in 2015).
- « Chronique : Mallarmé : Séance académique autour de Quentin Meillassoux », Transversalités, 2015/3 (n°134), p. 109-144.
- Benoit Monginot, Poétique de la contingence: poétique, critique et théorie à partir de Mallarmé, Valéry et Reverdy, Honoré Champion (collection Bibliothèque de littérature générale et comparée), 2015 (plusieurs chapitres sont consacrés au philosophe).

#### Études critiques
- Françoise Balibar, Recherche de l'absolu et catastrophe kantienne - Quentin Meillassoux, Après la finitude, Critique 707, Minuit, 2006.
- Mehdi Belhaj Kacem, « L'Effet Meillassoux », 13 février 2014.
- (en) L. Bryant, N. Snricek and G. Harman (ed.), The Speculative Turn Continental Materialism and Realism, re.press, Melbourne, 2011.
- Pierre Cassou-Noguès, La fiction spéculative et le corrélationisme 1, traduction et remaniement après un échange de courriel avec Q. Meillassoux d'une conférence donnée au colloque Reflexivity and fictionality en septembre 2015 à l'Université de Hambourg.
- Martin Duru, « La résurrection qui vient », sur www.philomag.com, 29 novembre 2012 (consulté le 2 juillet 2018).
- Pascal Engel, « Le réalisme kitsch », sur Zilsel, 20 juin 2015 (consulté le 2 juillet 2018).
- Pierre-Alexandre Fradet, « Sortir du cercle corrélationnel : un examen critique de la tentative de Quentin Meillassoux », Cahiers Critiques de philosophie, num. 19, décembre 2017, p. 103-119, en ligne.
- Peter Hallward, « Tout est possible, à propos de Quentin Meillassoux, Après la finitude. Essai sur la nécessité de la contingence », La Revue Internationale des Livres & des Idées, n°9, 12 janvier 2009, trad. Olivier Surel.
- Graham Harman, « Meillassoux's Virtual Future », Continent., Printemps 2011, no 78–91.
- Raphaël Millière et Thibaut Giraud, Après la certitude : à propos des erreurs logiques de Meillassoux, ATMOC, 2013.
- Edouard Simca, « Recension : Q. Meillassoux, Après la finitude : Essai sur la nécessité de la contingence, Paris, Seuil, 2006 ».
- (en) Alberto Toscano, Against speculation, or, A Critique of the Critique of Critique: A Remark on Quentin Meillassoux's After Finitude (After Colletti), in The Speculative Turn Continental Materialism and Realism, L. Bryant, N. Snricek and G. Harman (ed.), re.press, Melbourne, 2011.
- Slavoj Žižek, « Intermède 6 : Malaise dans le corrélationisme », in Moins que rien. Hegel et l'ombre du matérialisme dialectique, Paris, Fayard, 2015, p. 751-780, préface d'Alain Badiou, trad. Christine Vivier.
- Michel Bitbol, Maintenant la finitude: Peut-on penser l'absolu?, Paris, Flammarion, 2019.